# 멤피스 챔피언십 레슬링
멤피스 챔피언십 레슬링(Memphis Championship Wrestling), 이하 MCW는 WWE의 제휴단체였으며 현재는 파산된 상황이다.

## MCW 마지막 챔피언
| MCW 서던 헤비웨이트 챔피언        | 세븐               | 2001년 7월 7일  | 스티브 브래들리 |
| MCW 서던 태그팀 챔피언            | 더 아일랜드 보이즈 | 2001년 6월 14일 | 더 아콜라이트   |
| MCW 하드코어 챔피언               | 조이 앱스          | 2001년 3월 11일 | 세븐            |
| MCW 서던 라이트 헤비웨이트 챔피언 | 스팽키             | 2001년 3월 11일 | 타일러 게이츠   |